# Hosakote, Sakleshpur
Hosakote là một làng thuộc tehsil Sakleshpur, huyện Hassan, bang Karnataka, Ấn Độ.